# Gmina Ćićevac
Gmina Ćićevac (serb. Opština Ćićevac / Општина Ћићевац) – gmina w Serbii, w okręgu rasińskim. W 2018 roku liczyła 8606 mieszkańców.